# Menelaos (arcykapłan)
Menelaos (hebr. מנלאוס, zm. II w. p.n.e.) – arcykapłan żydowski za panowania Seleucydów nad Judeą.

## Życiorys
Informacje o arcykapłanie Menelaosie znajdują się w biblijnej 2 Księdze Machabejskiej. Objął urząd arcykapłański po Jazonie synu Szymona II, obiecując Antiochowi IV Epifanesowi uzyskanie większych przychodów z Judei. Menelaos namówił Andronika, dostojnika królewskiego do zamordowania poprzedniego arcykapłana Oniasza, który należał do ugrupowania konserwatywnego. Oniasz przebywał w Dafne koło Antiochii. Menelaos przyczynił się do wzrastającej hellenizacji Jerozolimy, w tym również kapłanów w Świątyni Jerozolimskiej. Przestał pełnić urząd arcykapłański w trakcie powstania Machabejczyków.